# Русулуй
Русулуй — річка  в Україні (Чернівецька область, Глибоцький район) та Румунії. Ліва притока Сучави (басейн Дунаю).

## Опис
Довжина річки приблизно 11 км. Формується з багатьох безіменних струмків та притоки Мойса.  

## Розташування
Бере  початок на українсько-румунському кордоні на півдні від села Біла Криниця. Тече переважно на південний схід понад селом Костіша і впадає у річку Сучаву, праву притоку Серету.